# Pyrenopeziza arenivaga
Pyrenopeziza arenivaga är en svampart som först beskrevs av Jean Baptiste Desmazières, och fick sitt nu gällande namn av Jean Louis Emile Boudier 1907. Enligt Catalogue of Life ingår Pyrenopeziza arenivaga i släktet Pyrenopeziza, ordningen disksvampar, klassen Leotiomycetes, divisionen sporsäcksvampar och riket svampar, men enligt Dyntaxa är tillhörigheten istället släktet Pyrenopeziza, familjen Dermateaceae, ordningen disksvampar, klassen Leotiomycetes, divisionen sporsäcksvampar och riket svampar. Arten är reproducerande i Sverige. Inga underarter finns listade i Catalogue of Life.